# Medifoxamina
Medifoxamina, anteriormente vendida sob as marcas Clédial e Gerdaxyl, é um antidepressivo atípico com propriedades ansiolíticas que atua por meio de mecanismos dopaminérgicos e serotonérgicos, anteriormente comercializado na França e Espanha, bem como em Marrocos. A droga foi introduzida pela primeira vez na França por volta de 1990. Foi retirado do mercado em 1999 (Marrocos) e 2000 (França) devido a uma sequência de incidentes de hepatotoxicidade.

## Farmacologia

### Farmacodinâmica
Foi descoberto que a medifoxamina atua preferencialmente como um inibidor da recaptação de dopamina relativamente fraco, e também como um inibidor da recaptação da serotonina ainda mais fraco (IC50 = 1.500 nM)  e também como um fraco antagonista dos receptores 5-HT2A e 5-HT2C (IC50 = 950 e 980, respectivamente; possui maior afinidade em relação à amitriptilina e imipramina). É conhecida por produzir dois metabólitos ativos após o metabolismo no fígado, o CRE-10086 (N-metil-2,2-difenoxietilamina) e o CRE-10357 (N,N-dimetil-2-hidroxifenoxi-2-fenoxietilamina).  Como a medifoxamina é extensamente metabolizada através fígado durante o metabolismo de primeira passagem, e como esses metabólitos têm atividade até três vezes maior em relação à medifoxamina, é provável que os metabólitos contribuam significativamente para a farmacologia do fármaco original.

#### Eficácia e tolerabilidade
Ao contrário de vários antidepressivos tricíclicos, a medifoxamina carece de propriedades anticolinérgicas e bloqueadoras alfa-adrenérgicas (afinidade muito baixa para os receptores muscarínicos de acetilcolina e afinidade 10 vezes menor para o receptor α1-adrenérgico em relação ao receptor 5-HT2), e aparentemente também é inativo como inibidor da recaptação da norepinefrina. Estudos em ratos revelaram que a droga não possui nenhum efeito sedativo ou estimulante locomotor.  De acordo com todos os itens anteriores, a medifoxamina foi considerada bem tolerada em dosagens de 100-300mg por dia em ensaios clínicos.  Estudos clínicos controlados duplo-cegos descobriram que ele tem eficácia semelhante à imipramina, clomipramina e maprotilina no tratamento da depressão.

## Sociedade e cultura

### Nomes genéricos
Medifoxamina é o nome genérico do medicamento.

### Nomes de marcas
A medifoxamina era comercializada sob as marcas Clédial e Gerdaxyl.